# Mieczysław Nowicki
Mieczysław Paweł Nowicki, född den 26 januari 1951 i Piątek, Polen, är en polsk tävlingscyklist som tog OS-brons i linjeloppet och silver i lagtempoloppet vid olympiska sommarspelen 1976 i Montréal.